# San Felipe Neri (Málaga)
San Felipe Neri es un barrio perteneciente al distrito Centro de la ciudad andaluza de Málaga, España. Está situado inmediatamente al norte del centro histórico, del que lo separa calle Carretería. Limita al oeste con el barrio de La Goleta por calle Ollerías; al norte, con los barrios de El Molinillo y Capuchinos a través de las calles Cruz del Molinillo y Postigos respectivamente; al nordeste, con El Ejido; y al este, con La Merced, del que lo separa la calle Dos Aceras.

## Historia
El entorno de San Felipe Neri pertenece a los primeros arrabales la antigua medina de Málaga, llamado arrabal de la Fontanilla. Se piensa que se trataba de un arrabal murado en el que se guardaba ganado, y se situaba una judería y un cementerio, suficientemente importante como para estar bien defendido.

## Urbanismo
Como los barrios vecinos y el mismo centro histórico, la estructura física del barrio de San Felipe Neri presenta una profunda degradación respecto a otros espacios de la ciudad, tanto en la calidad de la vivienda como en el nivel de equipamientos sociales y zonas verdes, además de obsolescencia comercial, inmigración, mendicidad y altas tasas de desempleo.
Entre solares vacíos resultantes del deterioro de edificaciones antiguas, se conservan algunos edificios que cuentan con protección arquitectónica a nivel municipal. En calle Parras está protegido el n.º 3, construido en las primeras décadas del siglo XX; en calle Gaona, los n.º 2, 4, 6 y 8, que corresponden a edificios entre medianerías del Barroco, y el n.º 9, donde se encuentra el Instituto Gaona, antigua casa del conde de Buenavista iniciada en el siglo XVII y remodelada en 1886 por Gerónimo Cuervo; en calle Dos Aceras está protegido el n.º 9, inmueble del siglo XIX.

## Edificios y lugares de interés

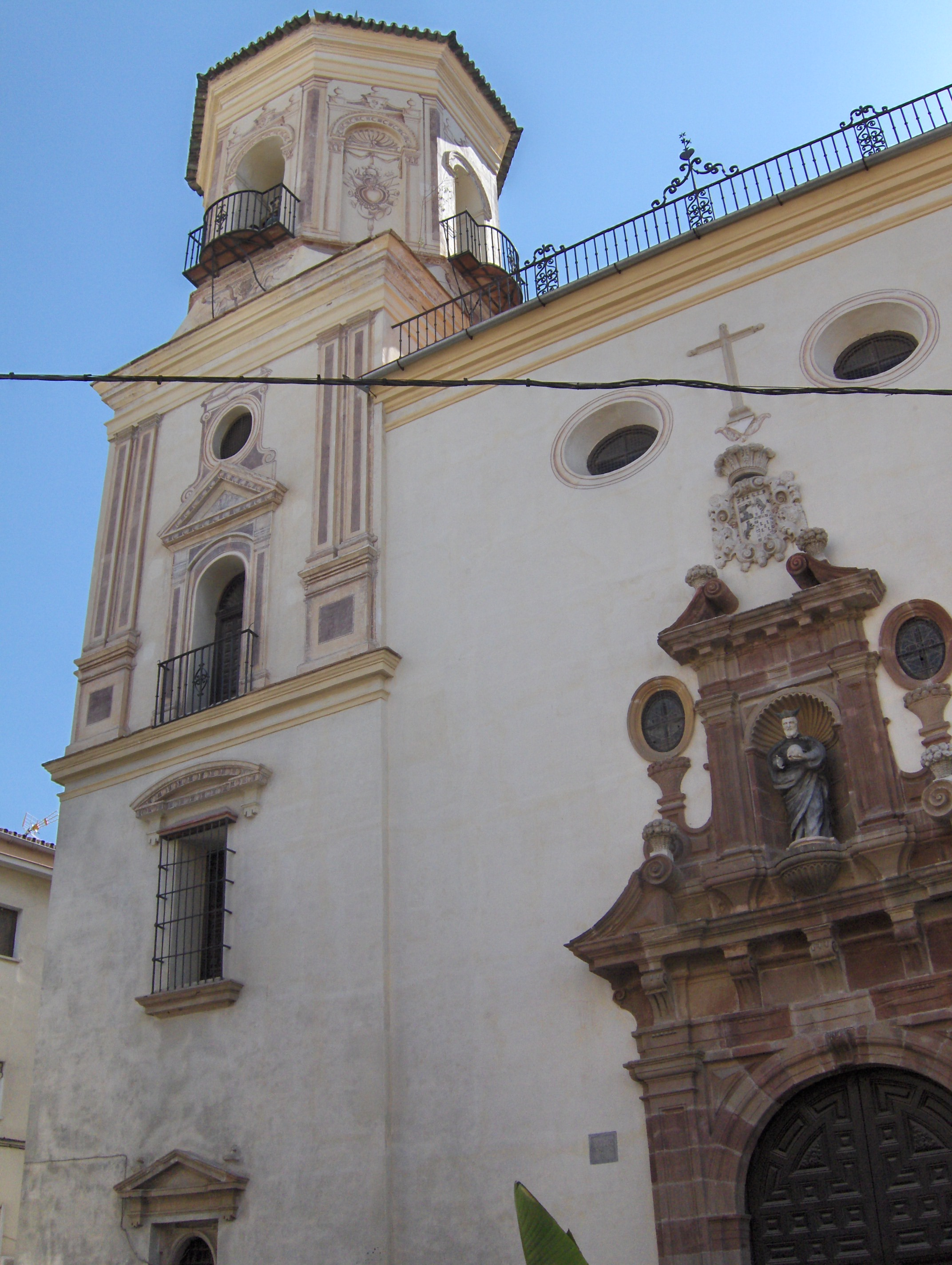
Vista parcial de la Iglesia de San Felipe Neri.

- Iglesia de San Felipe Neri: la iglesia que da nombre al barrio es un edificio, del siglo XVIII, mandada construir por un personaje de la nobleza malagueña, Antonio Tomás Guerrero Coronado y Zapata, II conde de Buenavista. El edificio actual es el resultado de muchas ampliaciones y reformas desde la construcción de su primitiva capilla. Estre estas es especialmente notable la realizada en 1771, en la que intervinieron grandes figuras de la arquitectura barroca, como el arquitecto Ventura Rodríguez, el cual se limitó a aprobar las obras ya realizadas y a proponer ligeros cambios, y Martín de Aldehuela, posiblemente realizador unánime de la sacristía.

- Centro Cultural Provincial: ubicado en lo que fue en su día la Casa de Expósitos creada por el gremio de carpinteros en 1573. Desde 1983 aloja un centro destinado al estudio de la generación del 27, ampliado en 1995 para albergar un centro cultural con tres bibliotecas (una de ellas dedicada exclusivamente a la generación del 27), un salón de actos, un archivo histórico y dos salas de exposiciones.[2]

- Museo del Vidrio y Cristal: se aloja en un inmueble del siglo XVIII conocido como Posada de San Felipe Neri. Fue inaugurado en 2009 y contiene una colección de tres mil piezas, principalmente de vidrio y cristal pero también de muebles, pinturas y otros objetos decorativos, de diferentes épocas y culturas.[5]

- Instituto Gaona: oficialmente denominado Instituto Vicente Espinel, fue el primer instituto de enseñanzas medias de Málaga, inaugurado en 1846, y el único existente de la provincia hasta 1928, cuando se abrió otro de Antequera. Contaba con un museo de historia natural, un jardín botánico, una estación meteorológica y una biblioteca provincial. El edificio fue construido entre 1750 y 1752. No obstante, más que por su interés arquitectónico, el instituto destaca por el número de alumnos ilustres que estudiaron en él: Vicente Aleixandre, José Denis Belgrano, Francisco Guillén Robles, José Gálvez Ginachero, José María Hinojosa, Emilio Prados, Pablo Ruiz Picasso, José Ortega y Gasset, Victoria Kent, Miguel Ferrer Blanco, Severo Ochoa y más recientemente, Lola Marceli, María Esteve, Magdalena Álvarez, Amparo Muñoz, Celia Villalobos, Marisa Bustinduy y María Teresa Campos, entre otros.[6][7]

## Transporte

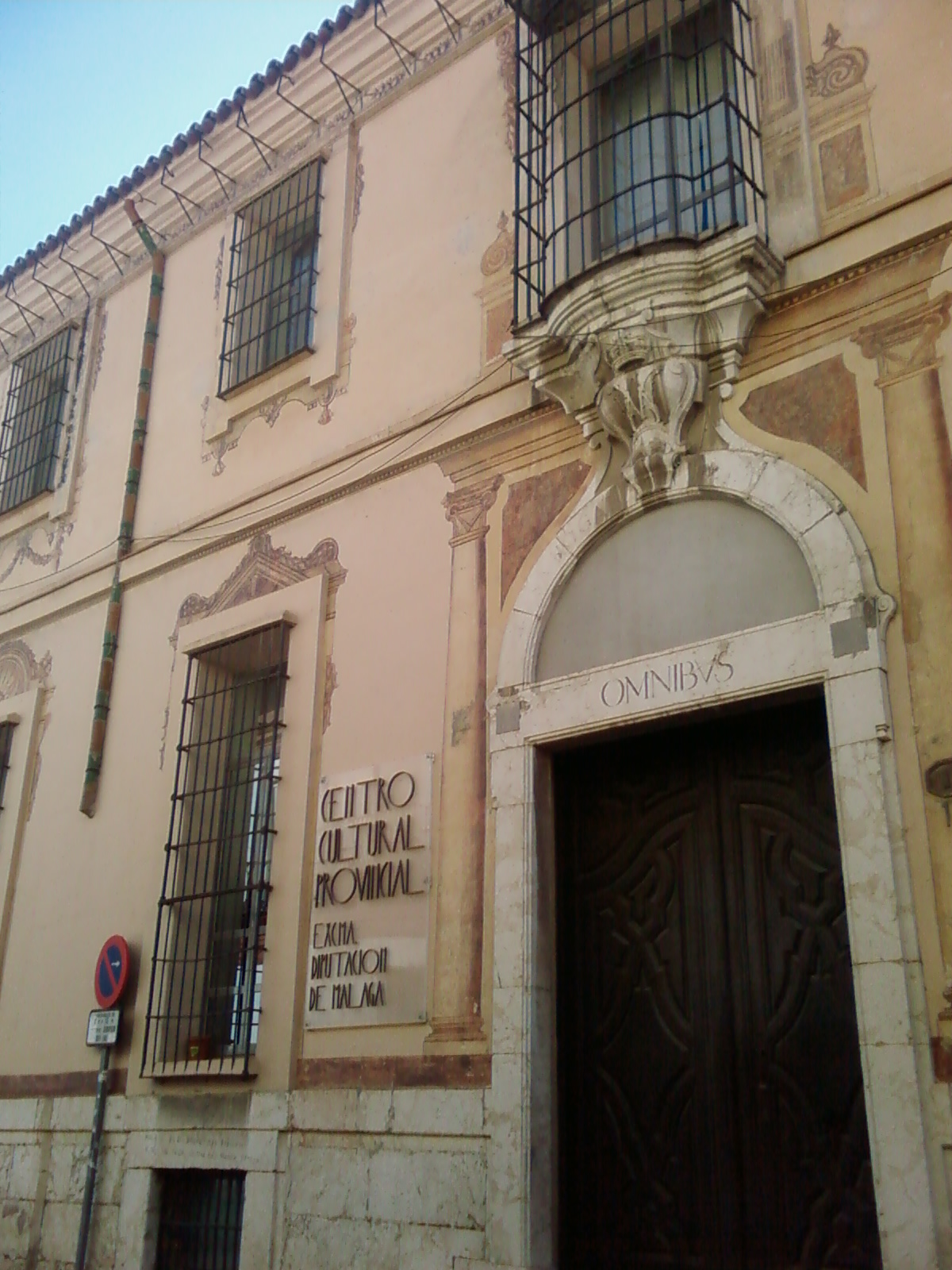
Centro Cultural Provincial.

En autobús queda conectado mediante las siguientes líneas de la EMT: 
| Línea | Trayecto                          | Recorrido | Frecuencia |
| ----- | --------------------------------- | --------- | ---------- |
| C1    | Circular 1                        | Recorrido | 12 minutos |
| 36    | Alameda de Colón - Conde de Ureña | Recorrido | 60 minutos |